# Archias de Thèbes
Pour les articles homonymes, voir Archias.
Archias fut un tyran de Thèbes imposé par les Spartiates. 
En -378, ayant reçu au milieu d'un festin une lettre qui l'instruisait du complot de Pélopidas, il en différa la lecture, en disant : « À demain les affaires sérieuses. » Mais il fut égorgé avant la fin du festin, la nuit même par les conjurés.

## Liens

## Source
- Marie-Nicolas Bouillet  et Alexis Chassang (dir.), « Archias de Thèbes » dans Dictionnaire universel d’histoire et de géographie, 1878 (lire sur Wikisource)